# Instituto do Sagrado Coração de Maria
O Instituto das Religiosas do Sagrado Coração de Maria é uma instituição fundada pelo Padre Antoine Pierre Jean Gailhac em 24 de fevereiro de 1849 em Béziers, no sul da França.
Atualmente está presente em três continentes:
- África: Mali, Moçambique, Zâmbia, Zimbábue
- América: Brasil, Colômbia, México, Estados Unidos
- Europa: Portugal (três colégios católicos: um em Fátima, Lisboa e no Porto), Escócia, França, Inglaterra, Gales, Irlanda, Itália

## No Brasil
Em 1911 o Instituto chegou ao Brasil através das irmãs Maria de Aquino Vieira Ribeiro e Maria de Assis e Santa Fé.
Hoje o Instituto do Sagrado Coração de Maria possui 19 comunidades em todo o país.